# Никола Ковачев (режисьор)
Вижте пояснителната страница за други личности с името Никола Ковачев.
Никола Костов Ковачев е български актьор, сценарист и режисьор.
Роден е в град Видин на 3 ноември 1926 г. Първоначално учи право, а след това завършва през 1950 г. ДВТУ със специалност актьорско майсторство.

## Филмография
Като режисьор
- Обикновен социализъм (2003)
- Казан (1995)
- В мир и бран - ан аван (1994)
- Е, и? (1991)
- Зимно време (1978)
- Стъргалото (1975)
- Шосе Е-107 (тв, 1974)
- Това, което обичаме (1973)
- Поет и природа (1970)
- Изкуство и хора (1968)

Като сценарист
- Казан (1995)
- В мир и бран – ан аван (1994)
- Е, и? (1991)
- Зимно време (1978)
- Стъргалото (1975)
- Изкуство и хора (1968)

Като актьор
- Краят на една ваканция (1964) - Кольо